# Гора Ак-Кая
Гора́ Ак-Кая́ чи Біла Скеля — комплексна пам'ятка природи загальнонаціонального значення, що розміщена у Білогірському районі АР Крим в долині річки Біюк-Карасу. Статус надано згідно з Постановою Кабінету міністрів УРСР від 30 березня 1981 року шляхом реорганізації пам'ятки природи місцевого значення, затвердженої 1969 року.

## Загальні відомості
Землекористувачем виступає КГЗ ім. Суворова. Ак-Кая розміщена на протилежній стороні річки від села Біла Скеля (крим. Aqqaya) Вишенської сільської ради.
Площа пам'ятки природи 30 гектарів. Гора розміщена на висоті 325 м над рівнем моря, а перепад висот між вершиною і основою гори становить приблизно 100 м. З північного боку гора полого знижується до рівнини. Відстань до Білогірська 5 км.

## Характеристика
Гора Ак-Кая утворилась внаслідок розмиву порід одного з хребтів Зовнішнього пасма Кримських гір річкою Біюк-Карасу і наступною вітровою ерозією стін утвореного каньйону. Прямовисна стіна розміщена з південної і західної сторін гори. На ній добре проглядаються шари вапнякових порід, що утворились у пізньокрейдяний і палеогенний періоди, приблизно за останні 70 млн. років. У шарах вапняку збереглись залишки викопних тварин, переважно молюсків. На вершині плато у шарі глини доволі часто зустрічаються залишки риб, ссавців — тюленів, китів. Наприкінці 1970-х років у кар'єрі на плато Ак-Кая було знайдено скаменілий скелет 8-метрового кита, який не був збережений.
У верхній частині виступу внаслідок ерозії виникли тріщини, гроти, ніші, вежоподібні виступи. Досліджено більше 50 карстових порожнин. Найбільшими є гроти Великий Ак-Кая і менший в основі гори, де на стінах Великого віднайшли в 1945/46 роках сарматські петрогліфи, починаючи з ІІІ ст. до н. е. Сьогодні вони закриті численними автографами туристів. Каплевидний грот Алтин-Тешик (Золота дірка) розміщений на значній висоті (52 м від основи, 42 м від плато). За легендами тут зберігались значні скарби. Вперше був досліджений спелеологами на початку 1960-х років на всю глибину 20 метрів.
В основі стіни утворився крутий мергелевий насип з падаючих уламків гори, продуктів ерозії. Внаслідок дії природних факторів гора поступово відступає. На насипі ростуть ендеміки — румія критмолиста, сонцецвіт Стевена (Helianthemum Adans), еспарцет Палласа (Hedysarum pallasii Willd.), чабер кримський (Satureja taurica), чебрець Дзевановського (Thymus), вероника кримська (Veronica orientalis), житняк понтійський (Agropyron ponticum), ковила камнелюбна (Stipa lithophila). Декотрі з них занесені до Червоної книги України.
З переходом Криму під владу Російської імперії наприкінці XVIII ст. почали вирубування дубових лісів. Із вирубаного лісу біля Ак-Кая у заплаві річки Біюк-Курасу залишився 800-річний дуб черешчатий (Quercus robur L.), званий раніше «Чотири брата» від його чотирьох стовбурів, оголошений 1997 пам'яткою природи.

## Історія
Біля гори у Червоній балці археологами було виявлено 17 стоянок давніх людей, зокрема вперше залишки неандертальця (100 000—40 000 років). У печерах віднайдено стоянки давніх мисливців з майже 5000 кременевими наконечниками для стріл, ножами, кістками тварин. Мисливці заганяли тварин на обрив гори, звідки ті стрибали донизу. Віднайдено залишки тварин, що населяли Крим — мамута (Mammuthus), печерного ведмедя (Ursus spelaeus Rosenmüller, 1794), великорогого оленя (Megaloceros giganteus), оленя (Cervus elaphus), сайгака (Saiga tatarica), тура (Bos primigenius), коня дикого (Equus caballus ferrus) та інших.
Заскельне VI — одна з десяти стоянок неандертальців, розкопаних ІО. Г. Колосовим у 1969—1985 pp. у гротах Червоної балки біля мальовничої скелі Ак-Кая поблизу м. Білогорськ у Криму. Пам'ятка має шість культурних шарів епохи мустьє, перекритих брилами зруйнованого козирка гроту. Знайдені кістки свідчать, що мешканні гроту полювали на мамонтів, бізонів, диких коней та віслюків, гігантських та північних оленів, сайгаків. У третьому шарі стоянки виявлені розрізнені кістки кількох дітей та підлітків неандертальців, частина з яких, можливо, являла собою рештки зруйнованого колективного поховання.
За легендою у Кримському ханстві з гори скидали злочинців. Під дубом «Чотири брати» О. В. Суворов начебто вів перемовини з ханами перед битвою 1777 року.
У 1783 на плато гори князь Г. О. Потьомкін приймав присягу кримських беїв, мурз на вірність після анексії ханства Російською імперією. Гора Ак-Кая була тлом для декількох художніх фільмів доби СРСР.

## Галерея

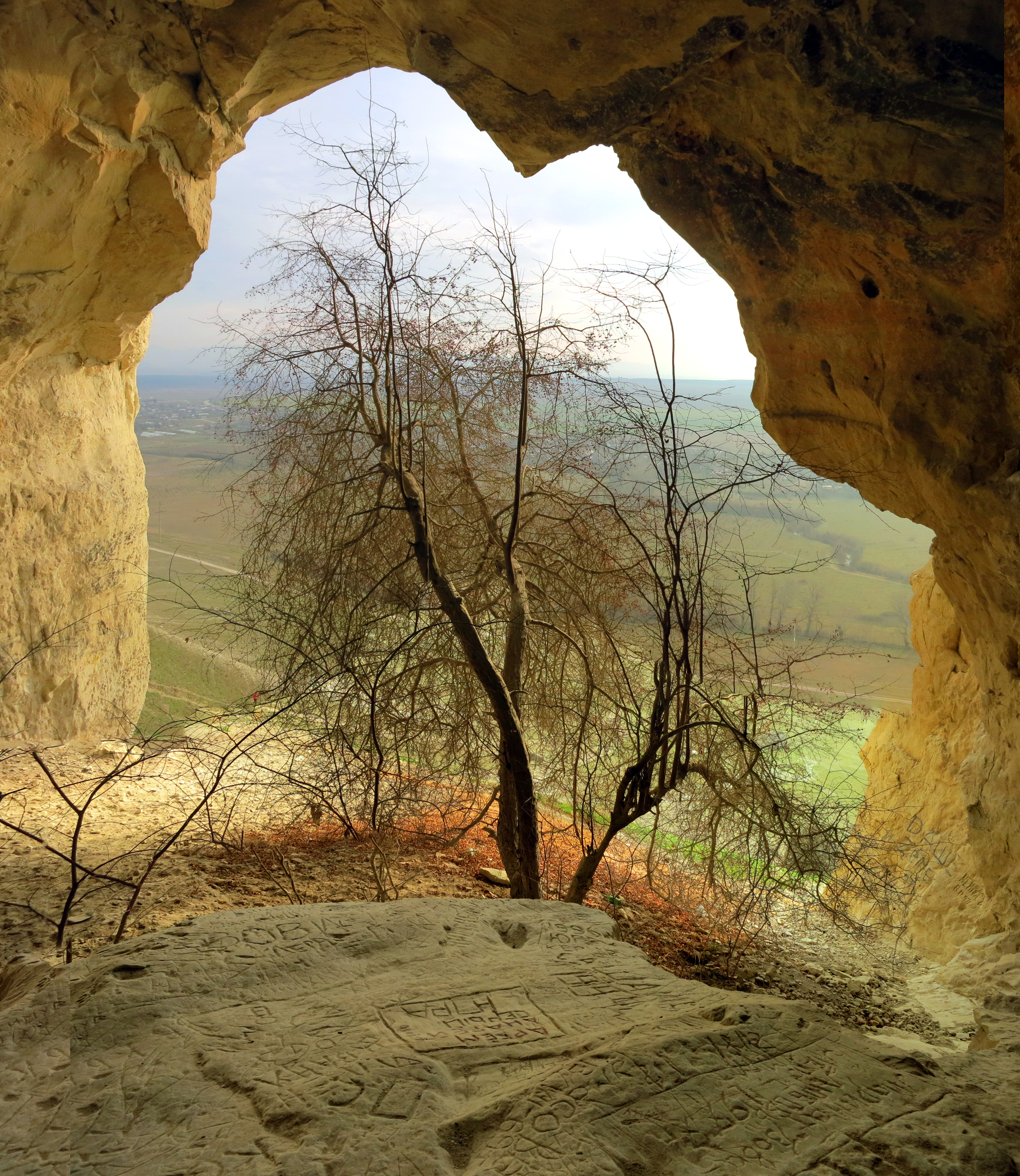
Ак Кая - Біла гора, Великий грот, глід на вході.jpg
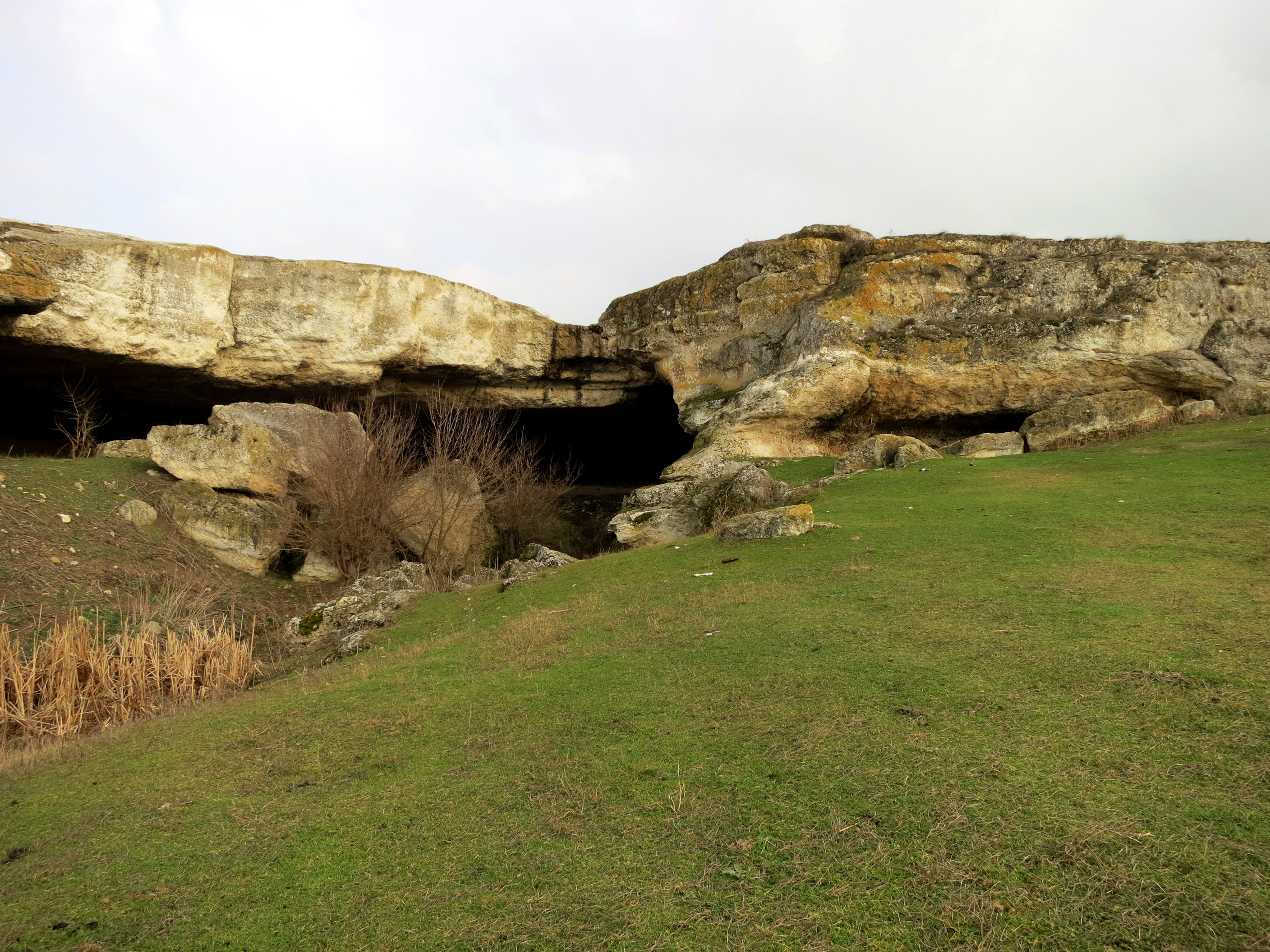
Грот неандертальців
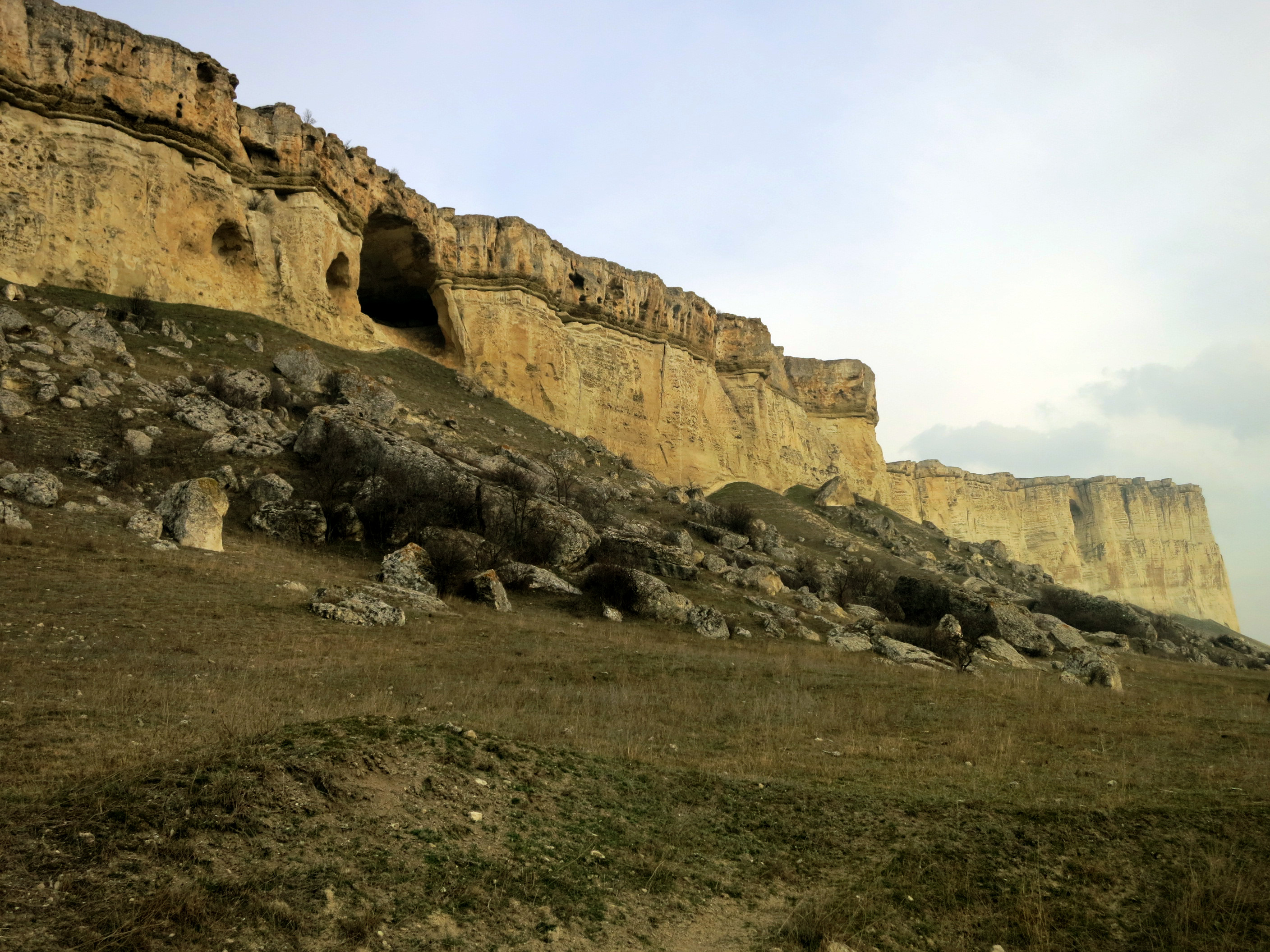
Грот, вид знизу.